# Trompetstik
Et trompetstik er et knob, der benyttes til løkker, for at forkorte eller fjerne slæk på reb. Det kan også bruges til at aflaste flossede dele af reb. Et trompetstik løsner sig, hvis det ikke er belastet.